# Bradysia promissa
Bradysia promissa är en tvåvingeart som beskrevs av Werner Mohrig och Roschmann 1999. Bradysia promissa ingår i släktet Bradysia och familjen sorgmyggor. Inga underarter finns listade i Catalogue of Life.